# Christopher Hill
Christopher Robert Hill (ur. 10 sierpnia 1952 w Rhode Island w Stanach Zjednoczonych) – amerykański polityk i dyplomata, w latach 2000–2004 ambasador Stanów Zjednoczonych w Polsce.
W 2004 został odznaczony Krzyżem Komandorskim z Gwiazdą Orderu Zasługi Rzeczypospolitej Polskiej oraz odznaką honorową "Za zasługi dla bankowości Rzeczypospolitej Polskiej". W 2007 otrzymał Order 8 Września. W 2013 został Kawalerem Orderu Nowozelandzkiego Zasługi.